# Dameneishockey-Bundesliga 2013/14
Die Saison 2013/14 der österreichischen Dameneishockey-Bundesligen wurde parallel zur Elite Women’s Hockey League ausgetragen. In der ersten Bundesliga gewann erstmals die Mannschaft des KHL Grič Zagreb die Meisterschaft. Die zweite Bundesliga wurde von der Spielgemeinschaft Kitzbühel/Kufstein gewonnen. Die EHV Sabres Wien gewannen zum fünften Mal in Folge den Staatsmeistertitel.

## Österreichische Staatsmeisterschaft
Die Staatsmeisterschaft der Saison 2013/14 wurde in den Play-offs entschieden. Als Teilnehmer waren die vier österreichischen Mannschaften der  Elite Women’s Hockey League 2013/14 gesetzt. Teilnahmeberechtigt waren damit der EHV Sabres Wien, die DEC Salzburg Eagles, die Neuberg Highlanders und die WE-V Flyers. Die Mannschaften spielten zunächst in Hin- und Rückspiel um die Finalteilnahme. Die Sieger traten anschließend um den Titel „Österreichischer Dameneishockey Staatsmeister 2013/14“ an. Die anderen beiden Teams spielten im gleichen Modus um die Bronzemedaille.

### Halbfinale
EHV Sabres Wien - WE-V Flyers
| 22. Februar 2014 20.15 Uhr | EHV Sabres Wien | 14:0 (5:0, 5:0, 4:0) | WE-V Flyers | Eishalle Kagran 1, Wien |

| 23. Februar 2014 17.25 Uhr | WE-V Flyers | 0:7 (0:2, 0:4, 0:1) | EHV Sabres Wien | Eishalle Kagran 2, Wien |

DEC Salzburg Eagles - Neuberg Highlanders
| 22. Februar 2014 20.00 Uhr | DEC Salzburg Eagles | 4:2 (4:1, 0:0, 0:1) | Neuberg Highlanders | Eisarena Salzburg, Salzburg |

| 23. Februar 2014 20.00 Uhr | Neuberg Highlanders | 1:3 (0:2, 1:0, 0:1) | DEC Salzburg Eagles | Eishalle Kapfenberg, Kapfenberg |

### Finale
| 2. März 2014 | EHV Sabres Wien | 5:2 (3:0, 1:0, 1:2) Spielbericht | DEC Salzburg Eagles Jordan Brickner Kristina Brown | Eishalle Kagran, Wien |

| 8. März 2014 | DEC Salzburg Eagles | 0:1 (0:0, 0:0, 0:1) Spielbericht | EHV Sabres Wien Esther Kantor (42.) | Eisarena Salzburg, Salzburg |

## DEBL I
Die Dameneishockey-Bundesliga wurde im Grunddurchgang in drei Spielrunden ausgetragen. Neben den drei österreichischen nahmen je eine slowenische und eine kroatische Mannschaft teil.

### Grunddurchgang
| Pl. | Mannschaft             | Land       | Sp | S | SNV | NNV | N | Tore  | Punkte |
| 1.  | KHL Grič Zagreb        | Kroatien   | 10 | 7 | 0   | 0   | 3 | 58:29 | 21     |
| 2.  | EHV Sabres Wien II     | Osterreich | 10 | 4 | 3   | 0   | 3 | 50:42 | 18     |
| 3.  | HK Triglav Kranj       | Slowenien  | 9  | 4 | 0   | 3   | 2 | 27:26 | 15     |
| 4.  | Gipsy Girls Villach    | Osterreich | 10 | 3 | 1   | 1   | 5 | 41:47 | 12     |
| 5.  | DEC Dragons Klagenfurt | Osterreich | 11 | 3 | 0   | 0   | 8 | 27:59 | 9      |

### Play-offs

#### Halbfinale
1., 2. 15. und 22. Februar 2014
HK Triglav Kranj – Gipsy Girls Villach
- HK Triglav Kranj - Gipsy Girls Villach 6:5 n.P (4:1, 0:2,  1:2, 0:0, 1:0)
- Gipsy Girls Villach - HK Triglav Kranj 4:1 (2:0, 1:0, 1:1) 27. Februar
- HK Triglav Kranj - Gipsy Girls Villach 2:3 n. P. (0:1, 2:1, 0:0, 0:0, 0:1)

KHL Grič Zagreb – DEC Dragons Klagenfurt
- KHL Grič Zagreb- DEC Dragons Klagenfurt 7:1 (1:1, 5:0, 1:0)
- DEC Dragons Klagenfurt - KHL Grič Zagreb 0:5 (0:1, 0:3, 0:1)

#### Serie um Platz 3
2. und 9. März 2014
- HK Triglav Kranj - DEC Dragons Klagenfurt 1:0 (0:0, 1:0, 0:0)
- DEC Dragons Klagenfurt - HK Triglav Kranj 2:3 (0:0, 2:2, 0:1)

#### Finale
2. und 8. März 2014
- KHL Grič Zagreb - Gipsy Girls Villach 6:1 (3:0, 0:1, 3:0)
- Gipsy Girls Villach - KHL Grič Zagreb 5:9 (3:2, 1:3, 1:4)

## DEBL II

### Grunddurchgang
Der Grunddurchgang wurde in zwei Gruppen mit je vier Mannschaften durchgeführt. In Hin- und Rückrunde bestimmten die Teilnehmer die Platzierung für das Play-off-Viertelfinale.
Gruppe West
| Pl. | Mannschaft             | Sp | S3 | S2 | N1 | N | Tore  | Punkte |
| 1.  | SPG Kitzbühel/Kufstein | 6  | 6  | 0  | 0  | 0 | 34:08 | 18     |
| 2.  | Red Angels Innsbruck   | 6  | 3  | 1  | 0  | 2 | 26:12 | 11     |
| 3.  | DEC Salzburg Eagles II | 6  | 2  | 0  | 1  | 3 | 08:05 | 7      |
| 4.  | EC Icemice Telfs       | 6  | 0  | 0  | 0  | 6 | 03:45 | 0      |

Gruppe Ost
| Pl. | Mannschaft                | Sp | S3 | S2 | N1 | N | Tore  | Punkte |
| 1.  | DEC Devils Graz           | 6  | 4  | 2  | 0  | 0 | 26:04 | 16     |
| 2.  | Neuberg Highlanders II    | 6  | 2  | 0  | 3  | 0 | 18:10 | 12     |
| 3.  | DHC IceCats Linz          | 6  | 2  | 0  | 0  | 6 | 15:27 | 6      |
| 4.  | Mirnock Girls Feld am See | 6  | 0  | 1  | 0  | 3 | 04:21 | 2      |

### Play-offs
Die Viertelfinal-Begegnungen wurden in Hin- und Rückspiel ausgetragen, Halbfinale, Finale und Serie um Platz 3 im Modus Best-of-Three.

#### Viertelfinale
- Tornados IceCats Linz 	- 	Red Angels Innsbruck 	7:3 (2:1 3:1 2:1)
- SPG Kitzbühel/Kufstein 	- 	Mirnock Girls 	4:4 (0:1 3:3 1:0)
- Neuberg Highlanders 	- 	Salzburg Eagles II 	5:0 (nicht angetreten)
- DEC Devils Graz 	- 	Icemice Telfs 	20:0 (7:0 6:0 7:0)

- Red Angels Innsbruck 	- 	Tornados Ice Cats Linz 	4:7 (2:2 1:3 1:2)
- Mirnock Girls 	- 	SPG Kitzbühel/Kufstein 	3:5 (0:2 1:1 2:2)
- Salzburg Eagles II 	- 	Neuberg Highlanders 	5:0 (strafverifiziert*)
- Icemice Telfs 	- 	DEC Devils Graz 	0:17 (0:6 0:5 0:6)

#### Halbfinale
- 26. Jänner 2014:
  - 13.00 Uhr DEC Devils Graz - Tornados Ice Cats Linz 4:0 (1:0 2:0 1:0); Eishalle Graz Liebenau
  - 17.15 Uhr SPG Kitzbühel/Kufstein - DEC Salzburg Eagles II 7:1 (0:0 3:1 4:0); Sportpark Kitzbühel

- 1. Februar 2014:
  - 16.30 Uhr DEC Salzburg Eagles II - SPG Kitzbühel/Kufstein 1:18; Sportpark Kitzbühel
  - 20.30 Uhr Tornados Ice Cats Linz - DEC Devils Graz 5:4 (2:2 2:1 1:1); Eishalle Linz

- DEC Devils Graz - Tornados Ice Cats Linz 2:3 (0:1 0:2 2:0)

#### Finale
- 23. Februar 2014, 17.00 Uhr SPG Kitzbühel/Kufstein - Tornados Ice Cats Linz 4:1 (0:0 0:1 4:0); Eisarena Kufstein
- 1. März 2014, 18.30 Uhr Tornados Ice Cats Linz - SPG Kitzbühel/Kufstein 1:2 n. P. (1:0 0:1 0:0 0:0 0:1); Keine Sorgen Arena Linz

#### Serie um Platz 3
- DEC Devils Graz 	- 	Salzburg Eagles II 5:0 (nicht angetreten)
- 2. März 2014, 17.15 Uhr DEC Salzburg Eagles II - DEC Devils Graz 0:16 (0:4 0:6 0:6); Eishalle Gmunden